# Abd al-Wahhab ibn Abd al-Rahman
Abd al-Wahhab ibn Abd al-Rahman (عبد الوهاب بن عبد الرحمن) est un Imam rostémide de Tahert, il est le fils et successeur d'Abd al-Rahman ibn Rustom, fondateur de la dynastie du Maghreb central.
Son mandat a débuté en 171 de l'Hégire (788 après J.-C.) et s'est poursuivi jusqu'à sa mort en 208 de l'Hégire (824 après J.-C.). Durant son mandat, il a dû faire face à des schismes internes et à la consolidation des nouveaux pouvoirs dans le Maghreb.

## Biographie
Abd al-Wahhab ibn Abd al-Rahman serait né vers 130 de l'Hégire (747–748), de mère berbère, appartenant à la tribu des Banou Ifren. Il était le fils et successeur du fondateur de la dynastie, Abd al-Rahman ibn Rustom, qui lui transmet les traditions ibadites.
Avant sa mort, qui survient probablement en 788 (171 de l’hégire), Abd al-Rahman ibn Rustom avait institué un conseil pour choisir le prochain Imām. Après un mois de délibération, les chefs des tribus et des notables élisent Abd al Wahhab en 168 de l'hégire. Son mandat a duré jusqu'à sa mort en 208 de l'Hégire (824), et les imams se sont succédé en ligne directe à partir de là jusqu'à la fin du royaume.

## Schismes
Le règne d'Abd al Wahhab a été marqué par la contestation de son élection puis de sa méthode de gouvernement par une fraction des Ibadites. Cette opposition a donné naissance à des mouvements nouveaux, dont le premier schisme (iftirāq) a engendré les Nekkarites (« renieurs »), dont la doctrine tendait à mettre l’Imam sous le contrôle d’une assemblée. 
Cela a provoqué un mouvement de soutien à l'égard de l'Imam Abd al Wahhab au sein de son parti, qui a pris une ampleur telle qu'il est devenu semblable à un culte religieux. Ce mouvement, appelé « Al Wahbiyya », était largement majoritaire et comprenait diverses tendances.
En 811, un conflit a éclaté entre les Ibadites de Tahert et leurs voisins zénètes, qui professaient le mutazilisme sous sa forme wāṣilite, principalement chez les Houaras et les Louata.
La coalition zénète réussit à restreindre le pouvoir d'Abd al Wahhab dans la région de Tlemcen et se montra particulièrement active dans les montagnes. Toutefois, au nord, l'ibadisme s'établit solidement et contrôlait toute la zone côtière au nord de Tahert, ainsi qu'au nord du Maroc actuel jusqu'à Ceuta et Tanger. Les Nukkar, qui s'étaient réfugiés dans les environs de l'actuelle Al Hoceïma, avaient choisi un territoire d'une importance vitale pour l'imamat. Abd al Wahhab les combattit avec une violence particulière, cherchant à écraser toute opposition dans l'ouest.
Abd al Wahhab a échappé à une tentative d'assassinat, mais son fils Maymum a été assassiné. Il a réprimé violemment les nekkarites et mutazilites, mais a resserré ses liens avec les kharidjites de la Libye actuelle.
Le second schisme a été celui des Khalafiyya, du nom de Khalaf b. al-Samḥ, qui a succédé à son père comme gouverneur du Djebel Nefoussa, au sud de Tripoli, sans l'assentiment de l'Imām Abd al-Wahhab qui craignait l'instauration d'un régime dynastique. Les partisans de Khalaf l'ont proclamé Imām indépendant.

## Relations extérieures
Durant son mandat, Abd al Wahhab a réussi à consolider son pouvoir et à renforcer les alliances avec différents acteurs politiques de la région. En effet, il a conclu un accord avec le gouverneur abbasside de Kairouan, mais il va connaitre la consolidation du pouvoir idrisside et aghlabide.
De plus, il a uni sa famille avec celle des Banu Midrar de Sijilmassa et a entretenu des relations étroites avec les Omeyyades de Cordoue. En 822, trois fils de l'Imam Abd al-Wahhab ont été envoyés en ambassade à Cordoue, où ils ont été accueillis chaleureusement par le calife Abd al-Rahman II.
Bien que l'Imam ait tenté de prendre Tripoli aux Aghlabides sans succès, il laissa, par le traité de 812, la ville et la mer à ces derniers, et se contenta de l’arrière-pays. Il a réussi toutefois à contrôler tout le sud de l'Ifriqiya, de Zouara au pays de Kastilia (Jerid), avec l'aide des tribus berbères ibadites.
Par ailleurs, Abd al Wahhab a uni ses forces à celles des Aghlabides pour tenter de conquérir la Sicile et a intensifié les relations avec le Soudan.

## Administration

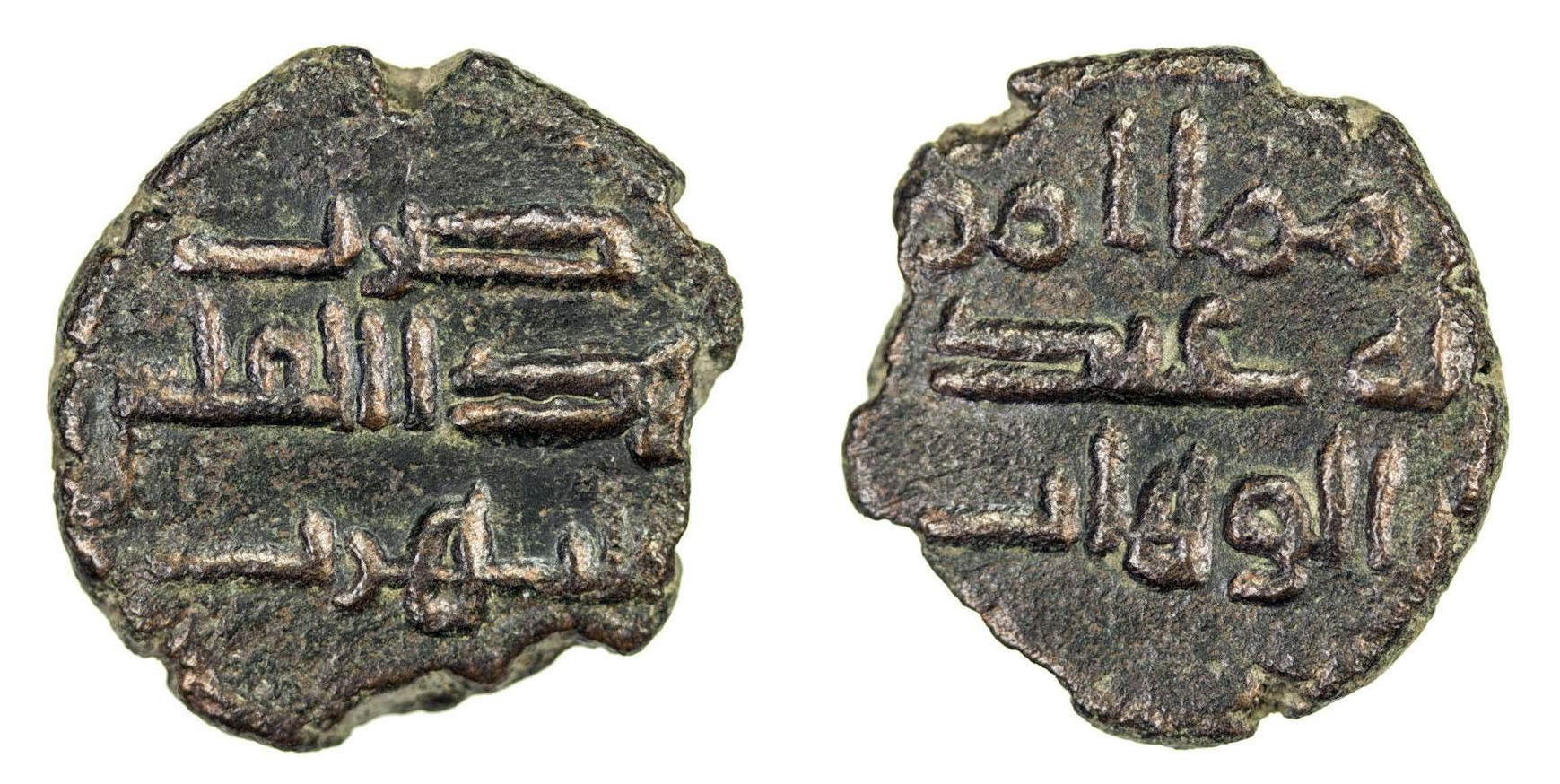
Fulus (pièce de monnaie en bronze) rostémide frappée au nom du souverain Abd el Wahab à Tahert.

Sous le règne d'Abd al-Wahhab, outre le titre d'Imam, il est désormais couramment appelé « roi puissant » et « sultan fort ». Il se consacre à l'organisation de l'administration et met en place une hiérarchie dans la ville de Tahert avec un Sahib as-surta, un Sahib bayt al-mal, et un Qadi, chacun étant assisté par un personnel nombreux.
Il désigne des walis sur le territoire du Maghreb. La correspondance est parfois établie en arabe, en berbère.
La ville de Tahert connaît un développement notable pendant cette période, avec la construction d'une enceinte fortifiée et une différenciation croissante entre les quartiers, en fonction des ethnies et des activités pratiquées.